# Farra di Soligo
Farra di Soligo is een gemeente in de Italiaanse provincie Treviso (regio Veneto) en telt 8305 inwoners (31-12-2004). De oppervlakte bedraagt 28,2 km², de bevolkingsdichtheid is 295 inwoners per km².
De volgende frazioni maken deel uit van de gemeente: Soligo, Col San Martino.

## Demografie
Farra di Soligo telt ongeveer 3031 huishoudens. Het aantal inwoners steeg in de periode 1991-2001 met 5,3% volgens cijfers uit de tienjaarlijkse volkstellingen van ISTAT.
| Jaar | Inwoneraantal |
| ---- | ------------- |
| 1991 | 7495          |
| 2001 | 7892          |

## Geografie
De gemeente ligt op ongeveer 163 m boven zeeniveau.
Farra di Soligo grenst aan de volgende gemeenten: Follina, Miane, Moriago della Battaglia, Pieve di Soligo, Sernaglia della Battaglia, Valdobbiadene, Vidor.
Altivole · Arcade · Asolo · Borso del Grappa · Breda di Piave · Caerano di San Marco · Cappella Maggiore · Carbonera · Casale sul Sile · Casier · Castelcucco · Castelfranco Veneto · Castello di Godego · Cavaso del Tomba · Cessalto · Chiarano · Cimadolmo · Cison di Valmarino · Codognè · Colle Umberto · Conegliano · Cordignano · Cornuda · Crespano del Grappa · Crocetta del Montello · Farra di Soligo · Follina · Fontanelle · Fonte · Fregona · Gaiarine · Giavera del Montello · Godega di Sant'Urbano · Gorgo al Monticano · Istrana · Loria · Mansuè · Mareno di Piave · Maser · Maserada sul Piave · Meduna di Livenza · Miane · Mogliano Veneto · Monastier di Treviso · Monfumo · Montebelluna · Morgano · Moriago della Battaglia · Motta di Livenza · Nervesa della Battaglia · Oderzo · Ormelle · Orsago · Paderno del Grappa · Paese · Pederobba · Pieve di Soligo · Ponte di Piave · Ponzano Veneto · Portobuffolè · Possagno · Povegliano · Preganziol · Quinto di Treviso · Refrontolo · Resana · Revine Lago · Riese Pio X · Roncade · Salgareda · San Biagio di Callalta · San Fior · San Pietro di Feletto · San Polo di Piave · San Vendemiano · San Zenone degli Ezzelini · Santa Lucia di Piave · Sarmede · Segusino · Sernaglia della Battaglia · Silea · Spresiano · Susegana · Tarzo · Trevignano · Treviso · Valdobbiadene · Vazzola · Vedelago · Vidor · Villorba · Vittorio Veneto · Volpago del Montello · Zenson di Piave · Zero Branco
1. ↑  https://demo.istat.it/?l=it.